# Rétisas
A rétisas vagy fehérfarkú rétisas (Haliaeetus albicilla) a madarak (Aves) osztályának a vágómadár-alakúak (Accipitriformes) rendjébe, ezen belül a vágómadárfélék (Accipitridae) családjába tartozó faj.

## Előfordulása
Európában Észak-Norvégiától egészen a Balkán-félszigetig fordul elő. Európa középső, északi és keleti részén vannak az állandó populációk, míg Európa nyugati és déli részén az állományok telelnek. Északkelet-Európában és Észak-Ázsiában költési és fiókanevelési időszakban található meg, míg Ázsia többi részén egész évben előfordulhat.
Igen sokféle élőhelyen előfordul, de táplálkozása miatt elsősorban a vizes területek (tengerpartok, folyók, tavak vidéke, mocsarak) képezik élőhelyeit. Kedveli a magas fákkal benőtt vidékeket, a tengerparton pedig a magasabb sziklapárkányokat. Magyarországon százas nagyságrendben fészkel, legnagyobb állománya a Béda- Karapancsában fészkel.

## Alfajai
- Haliaeetus albicilla albicilla – ez az alfaj él az elterjedési terület java részén
- Haliaeetus albicilla groenlandicus – ez a grönlandi alfaj, kizárólag Grönland szigetén fordul elő

## Megjelenése
A fiatalok sötétbarna színűek és farkuk, a csőrük sötét színű, az idősebbeknél a csőr sárga színű, míg a farkuk fehér színű és sokkal világosabb a tolluk. Testhossza 76-92 centiméter, szárnyainak fesztávolsága 193-244 centiméter. A hím 3100-5400 gramm, a tojó 3700-6900 gramm súlyú. A szeme sárga színű.

## Életmódja
Elsősorban halakat, ezenkívül madarakat, hüllőket és kisebb emlősöket esznek. Viselkedésükre fiókakorukban a káinizmus jellemző.

## Szaporodása
Az elterjedési terület déli részén januártól júniusig, az északi részén áprilistól szeptemberig. Sziklákra vagy fákra gallyakból építi hatalmas, akár több száz kilogrammos fészkét. Fészekalja 1-3 tojásból áll, a kikelési idő 38-40 nap, a kirepülési idő 70-90 nap, 30-40 napig szüleik közelében maradnak.

## Kárpát-medencei előfordulása
Magyarországon egész évben előfordul, 100-150 pár állandóan itt fészkel. Baranyában például a kétezres években nőtt az állománya. A nyolcvanas években négy pár fészkelt a megyében, míg 2008-ban már huszonhárom. Baranya az akkori számhoz képest legfeljebb még öt-tíz új párt képes befogadni és eltartani, mivel a rétisaspárok a kotlási időszakban legalább száz négyzetkilométernyi "saját" területet igényelnek, a déli vármegye viszont csak 4457 négyzetkilométer. A 2012. januárban végrehajtott madárszámlálás eredménye alapján 530 rétisas telelt Magyarországon.
2018-ban a madárszámlálás adatai alapján 753-766 itthon telelő rétisast figyeltek meg a madarakat számlálók.

## Védettsége
A ma élő körülbelül 20 ezer rétisas óriási elterjedési területen él, Nyugat-Európától a Távol-Keletig. Egyes régiókban, különösen Európában már a kipusztulás szélére sodródtak. A hatalmas égi csúcsragadozókban sokan – oktalanul – mind az emberek, mind a háziállatok életére veszélyes fenyegetést láttak. A vadászat és az illegális befogás mellett az életterének szűkülése, valamint a mérgezés veszélyezteti. Az 1970-es évektől szigorú védelmüknek köszönhetően a számuk emelkedni kezdett, és ma már biztonságban tudhatjuk őket a kipusztulástól.
Mint a legtöbb nagy testű madárnak, a rétisasnak is az elektromos vezetékek jelentik a leggyakoribb veszélyt. A tartóoszlopok kiváló megfigyelő helyek, így ezekre szívesen ülnek ki a madarak. Nagy méretű szárnyaikon keresztül azonban könnyen érintenek össze vezetékeket, s ezáltal gyakran szenvednek halálos sérüléseket. Ezt kivédendő, ma már szigetelik az elektromos vezetékeket, illetve olyan szerkezeteket alakítanak ki, amelyek nem jelentenek veszélyt a nagy testű madarakra sem.
Szerepel a Természetvédelmi Világszövetség Vörös Listáján, de még mint nem fenyegetett madárfaj. Európában előfordulása ritkának számít.
Magyarországon fokozottan védett, természetvédelmi értéke 1 000 000 Ft. A 2016-os saslétszám felmérés során a Magyar Madártani Egyesület szakemberei és önkéntesei 789-884 darab rétisast találtak Magyarországon.
Összehangolt tenyésztéssel próbálják meg megmenteni a fajt. Európában az Európai Állatkertek és Akváriumok Szövetsége felügyelete alá tartozó Európai Veszélyeztetett Fajok Programja (EEP) keretében tenyésztik a faj egyedeit.
Jelenleg elegendő számú, nagyjából 200 rétisas él az európai állatkertekben, azonban Magyarországon csak kevés helyen látható. Az állatkerti rétisasok jelentős része, beleértve az összes hazait is, a természetben kelt. Vannak, amelyek megsérülve, más részük elárvult fiókaként került az állatkertekbe, amelyek természetvédelmi mentőközpontként fogadják az ilyen egyedeket. Bár a fő cél az, hogy szabadon engedjék őket, ha ez nem megvalósítható, akkor bekerülnek az állatkerti röpdékbe.

## Galéria

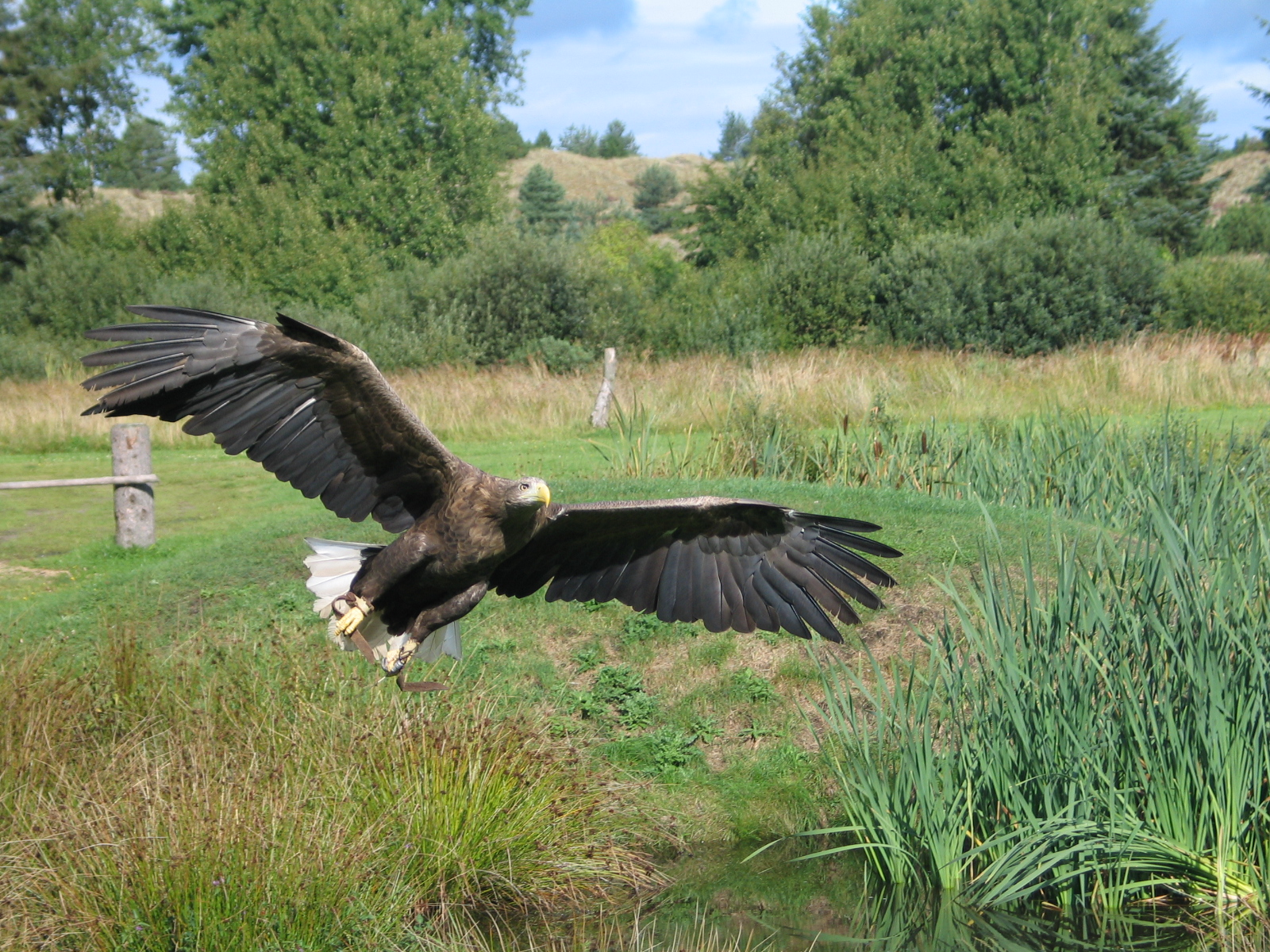
Földközelben
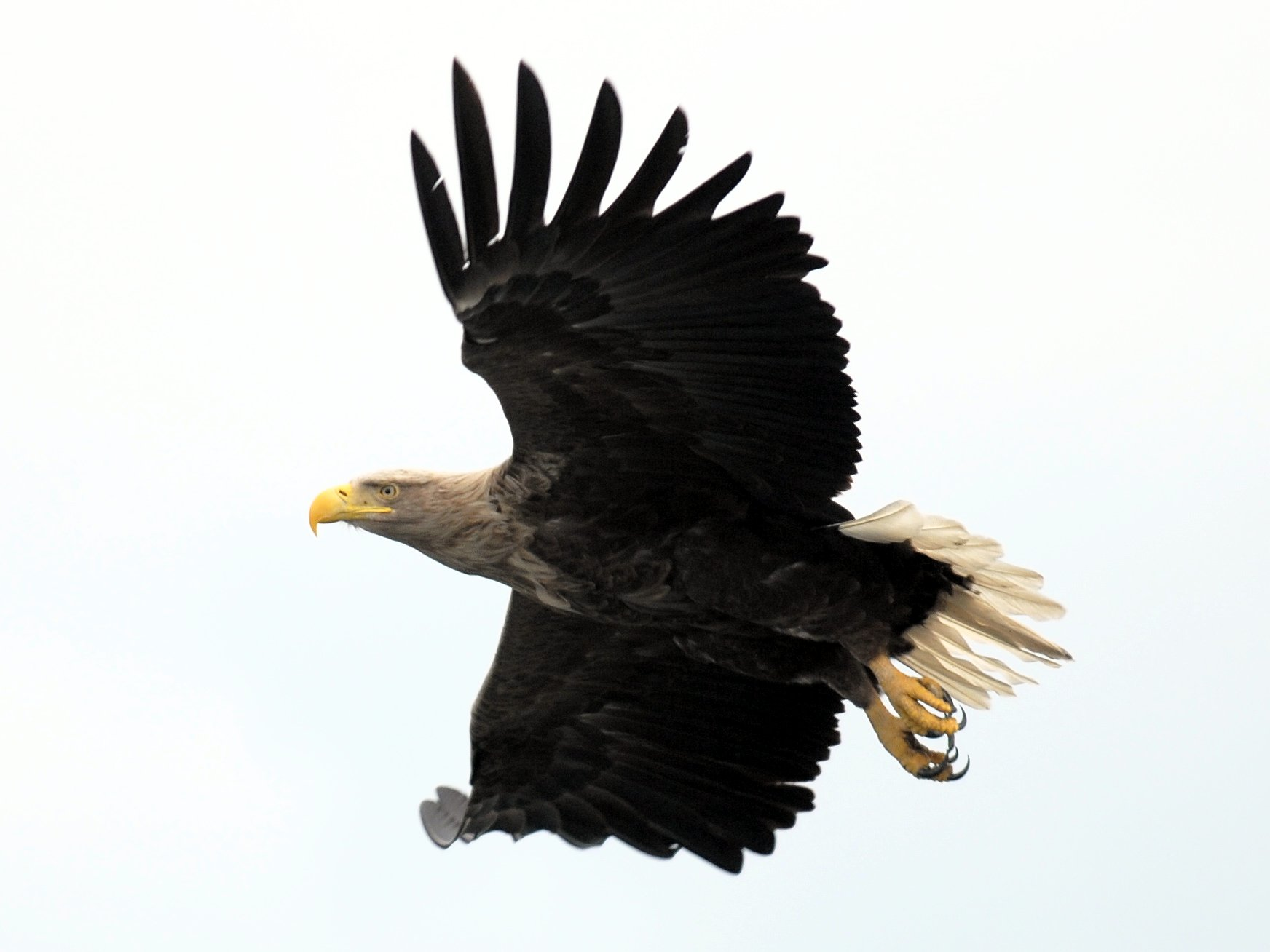
Röpte
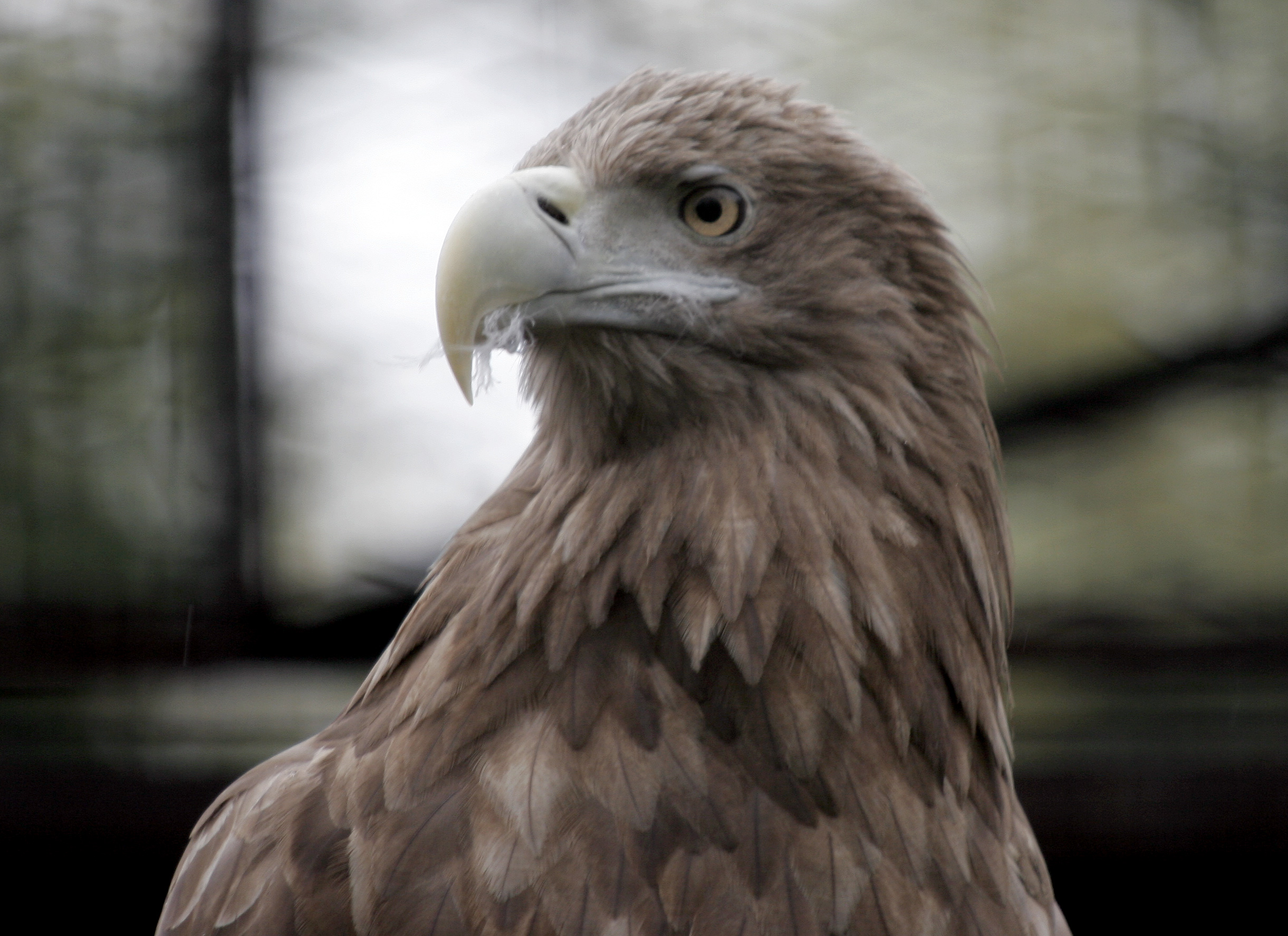
Portré
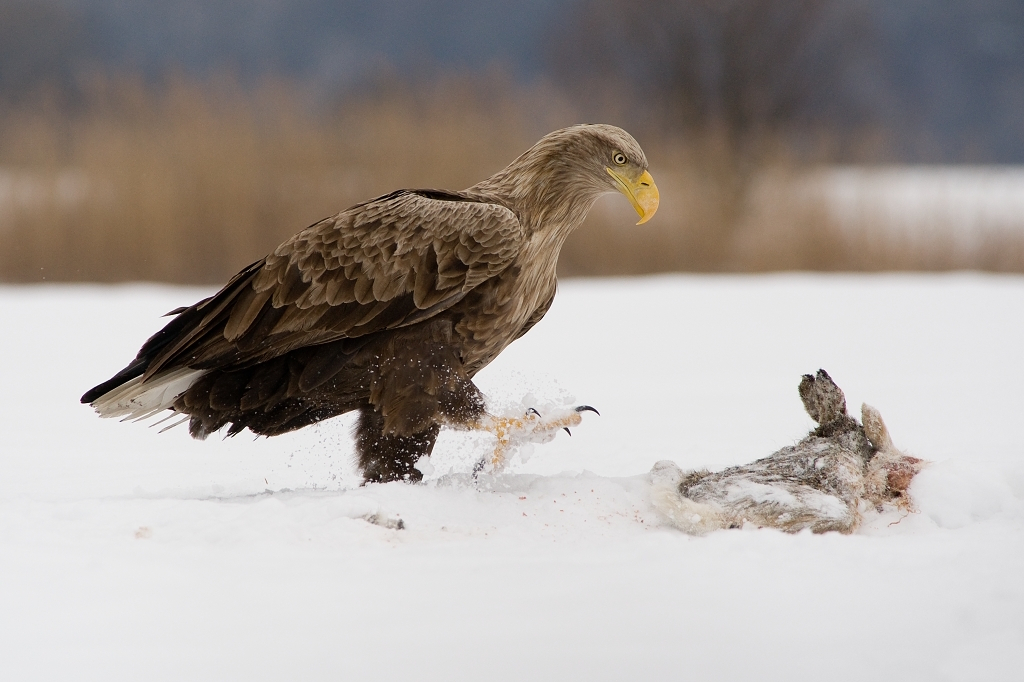
Habitusa